# Hauviné
Hauviné är en kommun i departementet Ardennes i regionen Grand Est (tidigare regionen Champagne-Ardenne) i nordöstra Frankrike. Kommunen ligger  i kantonen Machault som ligger i arrondissementet Vouziers. År 2022 hade Hauviné 320 invånare.

## Befolkningsutveckling
Antalet invånare i kommunen Hauviné
Referens: INSEE